# Salford Twist Mill

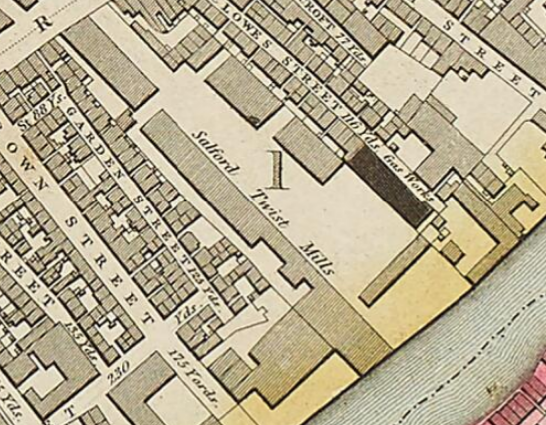
Salford Twist Mill auf Bancks and Co’s Plan of Manchester (1831)

Die Salford Twist Mill war eine Zwirnmühle, die von George Philips und George Augustus Lee 1792/93 in Salford bei Manchester in England (Vereinigtes Königreich) gegründet wurde. Besondere Bedeutung besitzt der von George Augustus Lee entworfene und von 1799 bis 1801 errichtete Neubau der Mühle, bei dem es sich nach der Ditherington Flax Mill in Shrewsbury, Shropshire um das zweite als Stahlskelettkonstruktion errichtete Gebäude handelt. Die Mühle wurde Anfang der 1840er Jahre aufgegeben und das Gebäude vermutlich kurz danach abgebrochen.

## Geschichte
George Philips (1766–1847) und George Augustus Lee (1761–1826) gründeten 1792 die Salford Engine Twist Company um ab 1793 eine Zwirnmühle in Salford bei Manchester zu betreiben. George Philips war Sohn von Thomas Philips (1728–1811), einem Teilhaber des von seinen Brüdern gegründeten Unternehmens J. & N. Philips. George Augustus Lee war Sohn von John Lee, einem damals berühmten Schauspieler und Theatermanager. Beteiligt an dem Unternehmen waren zudem John Philips (Bruder von Thomas Philips), Peter Atherton (1741–1799) und Charles Wood.
Bei der ersten Mühle von 1793 handelte es sich um ein fünfstöckiges Gebäude mit Dampfantrieb und Waterframe zwischen Chapel Street und River Irving. 1795 wurde eine fünfstöckige Erweiterung Richtung River Irving gebaut, um die Mühle mit Spinning Mules auszustatten. Wegen der großen Feuergefahr bei Mühlen wurde 1798 entschiedenen einen feuerfesten Neubau Richtung Chapel Street zu bauen.
Der Neubau wurde von George Augustus Lee entworfen und orientierte sich stark an den Plänen von Charles Bage für die Ditherington Flax Mill, die Lee kannte. Allerdings handelte es sich bei der Mühle in Salford um ein siebenstöckiges Bauwerk, im Gegensatz zu den vier Stockwerken von Bages Bau. Vorgenommene Verbesserungen waren unter anderem die Hohlsäulen statt der kreuzförmigen Ständer. Der Entwurf wurde lange fälschlicherweise Boulson & Watt zugeschrieben. Das Gebäude war 207 × 42 Fuß groß (etwa 63 × 13 Meter), zwei Reihen hohler Gusseisensäulen stützten die Decken.
Pläne der Salford Twist Mill

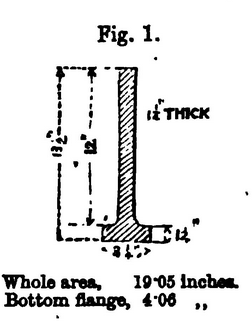
Schnitt eines Trägers
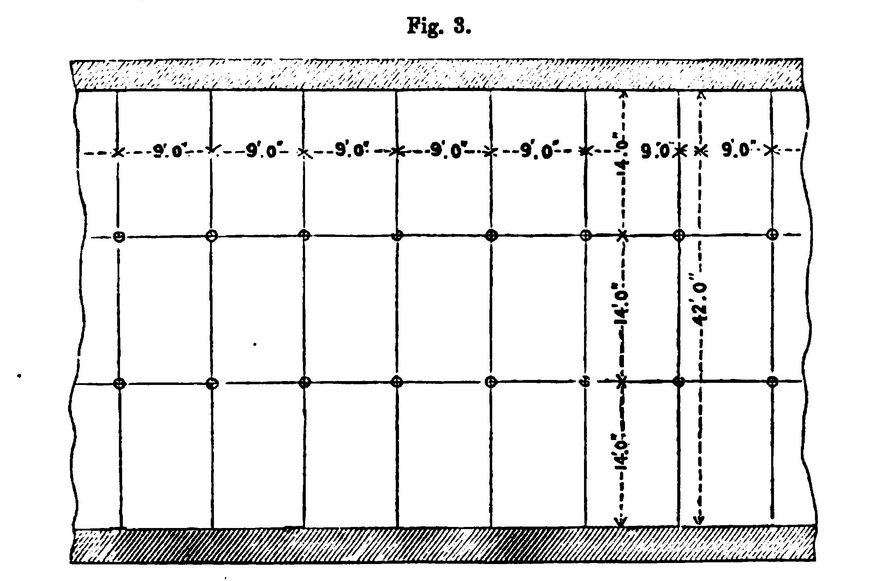
Grundriss
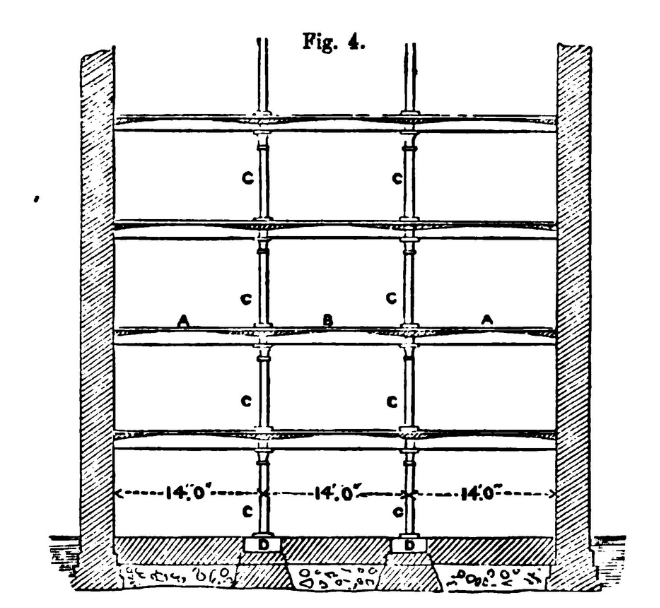
Schnitt
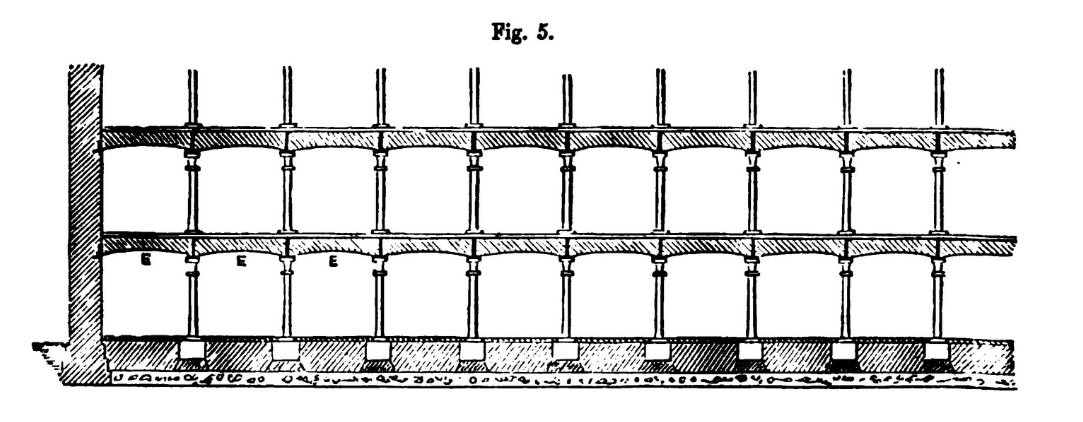
Schnitt

Die Mühle wurde 1842 oder 1843 geschlossen. Ab 1844 wurde das Gebäude als Zolllager verwendet. In Karten ist ein Gebäude mit diesen Ausmaßen an dieser Stelle bis mindestens 1893 verzeichnet. Andere Quellen sprechen von einem Zusammenbruch des Daches und einem darauf folgenden Abriss im Jahr 1845. Im Widerspruch dazu stehen Angaben über eine Zerstörung im Zweiten Weltkrieg.
2016 wurden bei Ausgrabungen durch das Centre for Applied Archaeology der University of Salford Überreste der Salford Twist Mill ausgegraben und anschließend für den Neubau der Chapel Wharf Phase 3 beseitigt.